# 崑山南駅

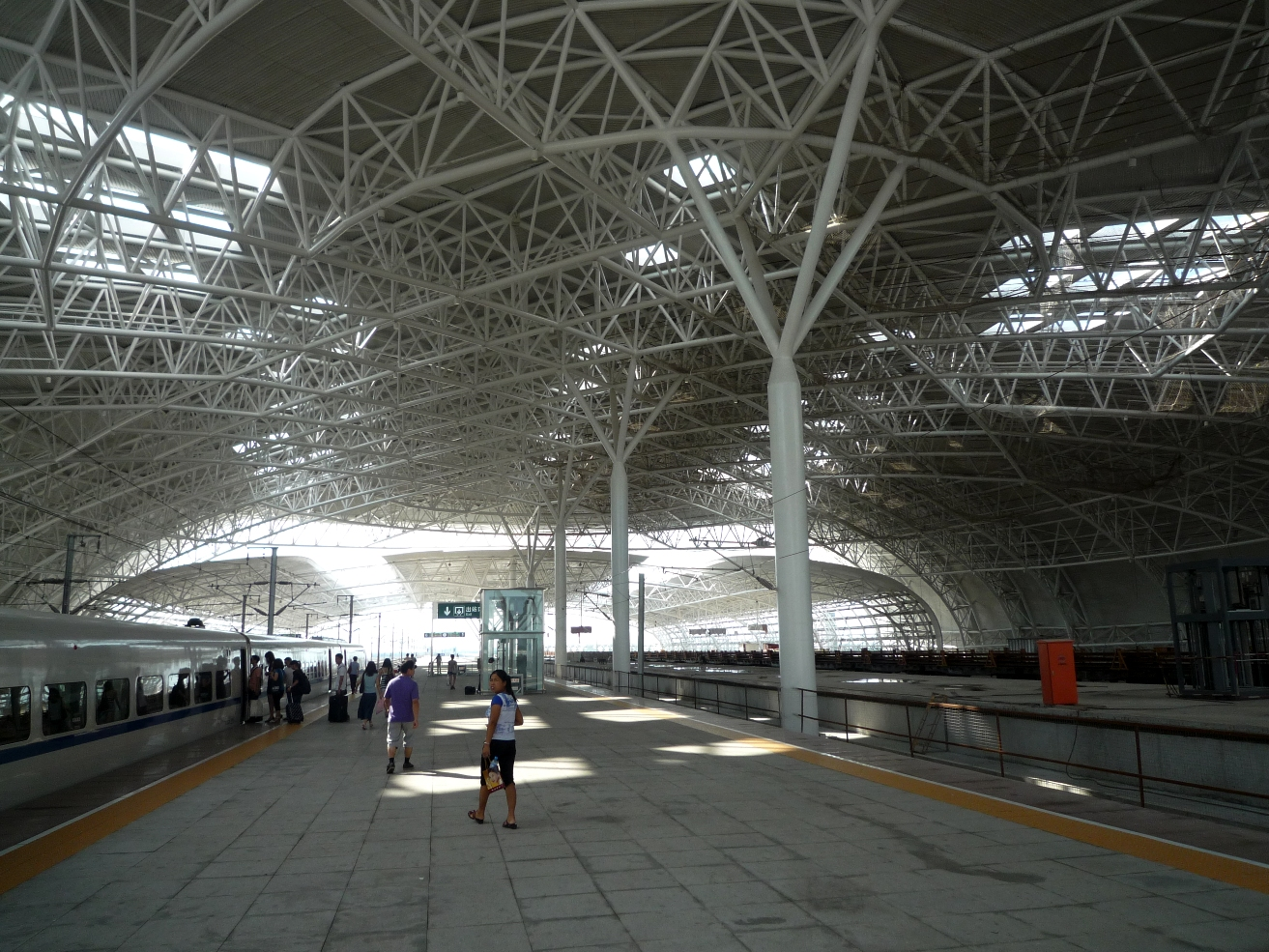
ホーム中央部

崑山南駅（こんざんみなみえき）は中華人民共和国江蘇省蘇州市崑山市の黄山路と創業路の交差点南に位置する中国国鉄上海鉄路局が管轄する駅である。既存の崑山駅（京滬線）の1.7km南側にある。

## 所属路線
- 中国国鉄
  - 京滬高速鉄道：北京南駅より1259km、上海虹橋駅まで43km
  - 滬寧都市間鉄道

## 駅構造
- 島式ホーム4面の高架駅で、12本の線路を有し[4]、うち6本が京滬高速鉄道で6本が滬寧都市間鉄道であり、面積は71143平方メートルである[5]。駅舎は線路の北側にある[3]。滬寧都市間鉄道の蘇州区間で最大の駅である[6]。

## 歴史
- 2008年7月 - 着工した[7]。
- 2010年7月1日 - 滬寧都市間鉄道の開通に伴い開業[8]。
- 2011年6月30日 - 京滬高速鉄道が開通。

## 隣の駅
中国国鉄
京滬高速鉄道
蘇州北駅 - 崑山南駅 - 上海虹橋駅
滬寧都市間鉄道
陽澄湖駅 - 崑山南駅 - 花橋駅